# イオンギ譲
イオンギ 譲（イオンギ じょう、英語名：Joe Iongi、1986年1月12日 - ）は、日本のラグビー選手。

## プロフィール
- トンガ出身[3]。
- ポジションはナンバーエイト(No8)。
- 身長 187cm、体重 122kg
- ニックネームはジョー。
- 日本A代表に選ばれたことがある[4]。
- 旧名イオンギ・シオエリ[5]（英語名：Sioeli‘Iongi)[6]。

## 略歴
トゥポウカレッジ、摂南大学を経て、2010年4月、NTTドコモレッドハリケーンズ(現・NTTドコモレッドハリケーンズ大阪)に加入。同年9月11日に行われたトップウェストAリーグ第1戦大阪府警察戦にナンバーエイトとして先発出場。これが日本での公式戦初出場ながら、いきなり、この試合の"Iron Man（アイアンマン）"となる。
2019年、キヤノンイーグルス(現・横浜キヤノンイーグルス)に加入。